# Horaser Weg 71
Am Horaser Weg 71 in Fulda steht die denkmalgeschützte  Fassade eines ehemaligen Fabrikgebäudes und eine Fabrikantenvilla.

## Geschichte
Das Gebäude war 1905 teilweise ungenutzt, bevor der in diesem Jahr gegründete Maschinenbauer Klein & Stiefel im bis dahin von der Falkeschen Schuhstoff-Fabrik genutzten Teil begann, Holzbearbeitungsmaschinen zu produzieren. 1910 brannte ein Großteil des Gebäudes, in dem eine Wagenfabrik fertigte, inklusive der außen gelagerten Holzvorräte ab und ab 1911 zog die Firma Klein und Stiefel aus dem Gebäude in eigene Räumlichkeiten. Um 1968 produzierten die Möbelfabriken Rhönmöbelwerke Albert Schönherr & Co in dem Gebäude. Seit 2004 ist Aldi Süd Eigentümer des Gebäudekomplexes. 2008 antwortete die damalige Stadtbaurätin der Stadt Fulda auf eine parlamentarische Anfrage, dass auf dem Grundstück, welches von der Firma Rhönmöbel genutzt worden war, von Aldi Süd mit mehreren Interessenten Verkaufsgespräche geführt würden und es eine mit der unteren Denkmalschutzbehörde abgestimmte genehmigungsfähige Bauvoranfrage gäbe. 2015 wurde berichtet, dass ein Investor hinter der denkmalgeschützten Fassade zehn Eigentumswohnungen mit Carports und Garagen errichten wollte. Der Investor selbst wollte die renovierte Villa nutzen. Der Kaufvertrag kam jedoch nicht zustande.

### Ansicht im Mai 2016

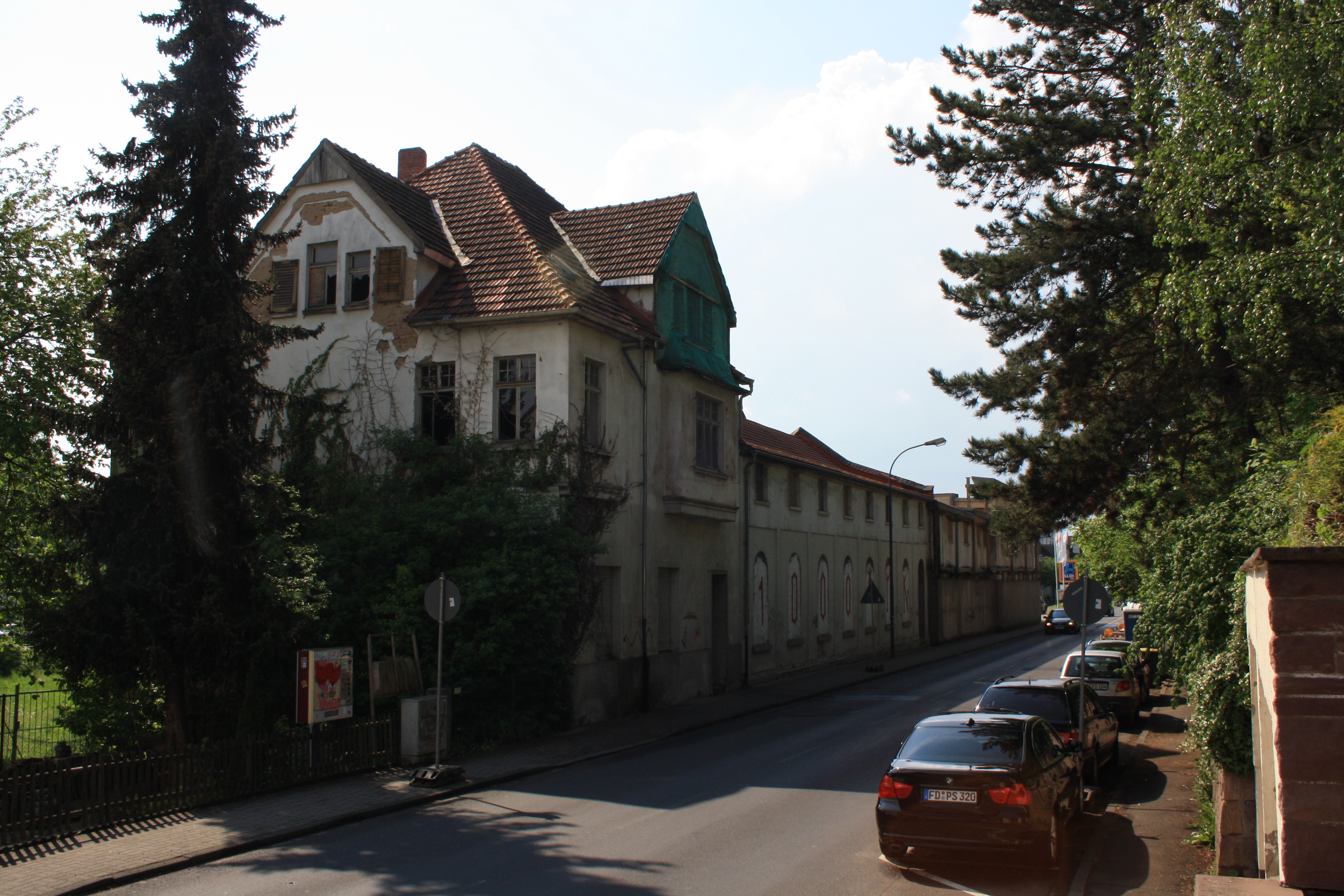
Die denkmalgeschützte Straßenfront
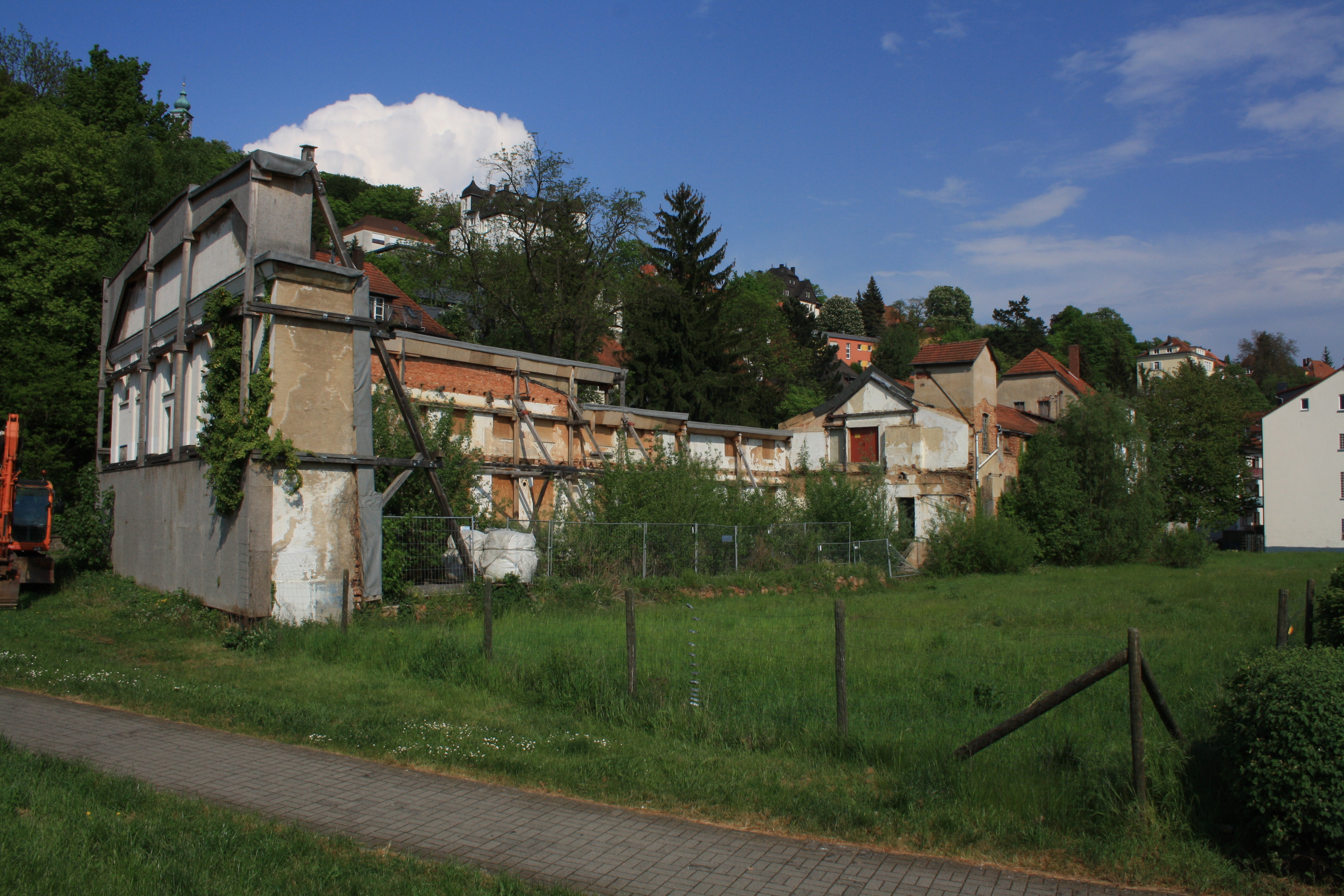
Gesamtansicht von hinten
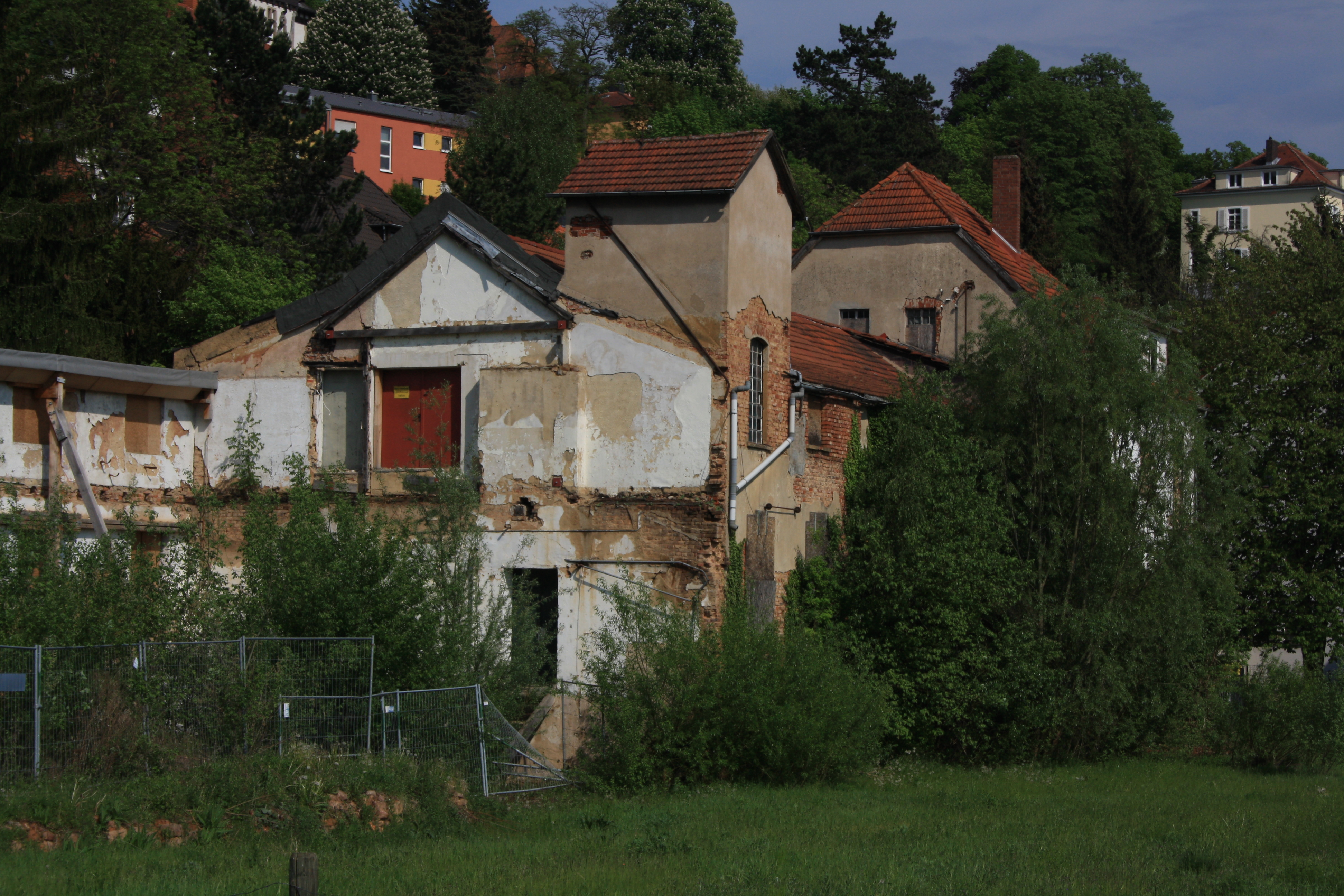
Detailansicht des Fabrikgebäudes mit der Villa im Hintergrund
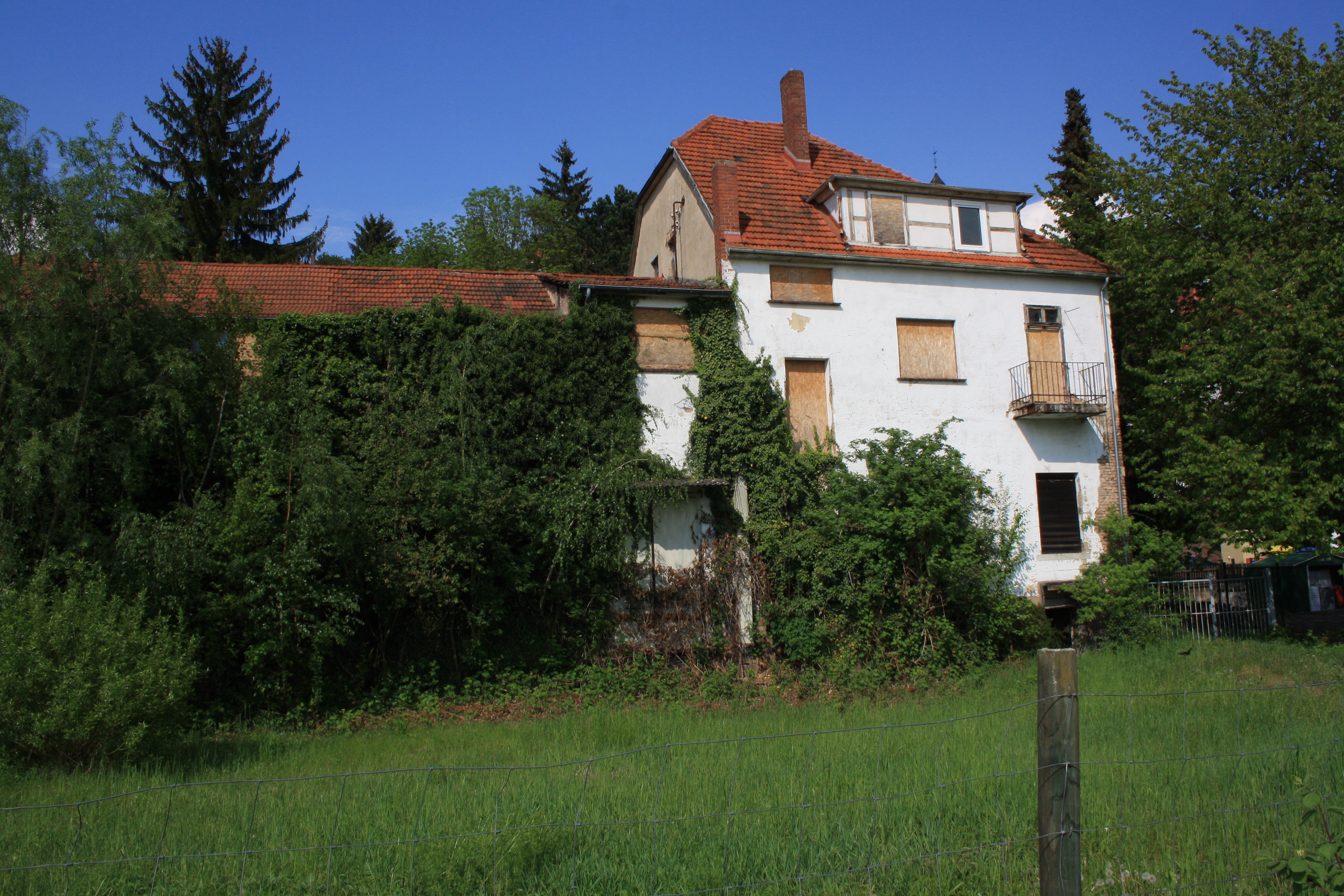
Die Fabrikantenvilla